# 彼得·博达尔特
彼得·博达尔特（荷蘭語：Pieter Boddaert，1733年5月26日—1795年5月6日）是一名荷蘭的醫生及博物學家。
博塔埃特的父親是米德爾堡的法學家及詩人(1694–1760)。與其父同名的博塔埃特與1794年畢業於乌特勒支大学，並成為該校博物學的講師。與1768至1775年間，曾與另一著名博物學家卡爾·林奈通信，並有14封信件留存至今。
根據布豐的巨作《自然通史》（Histoire Naturelle）而出版的《自然史圖集》（Planches enluminées）中的物種名稱，並沒有使用到當時方興未艾但後來被學界所接受的二名法去命名，於是博塔埃特根據這些物種的插圖，於1783年出版了五十本以二名法命名當中物種的辨識手冊。由於這是這些物種首次獲得以二名法命名的學名，因此這些名稱仍然沿用至今。
1785年，他出版了《動物列表》（Elenchus Animalium），以二名法為物種命名，當中包括大量哺乳類動物，如已滅絕的斑驢及歐洲野馬等。

## 外部連結
- BHL （页面存档备份，存于） Elenchus Animalium online Volume 1